# Heilig Kreuz (Offenbach-Waldheim)

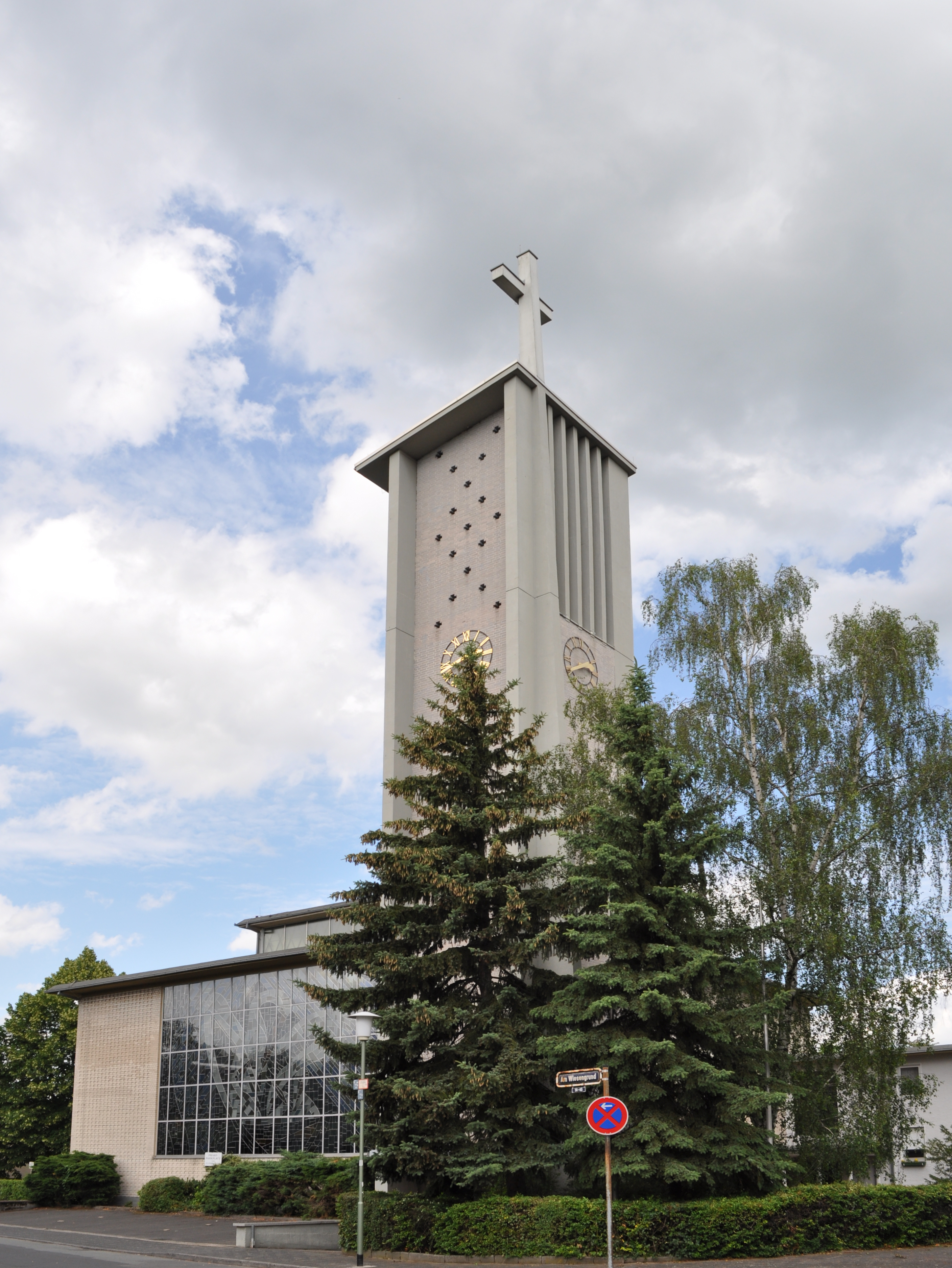
Die katholische Heilig-Kreuz-Kirche in Offenbach-Waldheim

Die römisch-katholische Filialkirche Heilig Kreuz ist ein im Stil der Moderne errichtetes, unter Denkmalschutz stehendes Kirchengebäude in Waldheim, einem Stadtteil der südhessischen Großstadt Offenbach am Main. Die Kirchengemeinde gehört zur Pfarrei „St. Franziskus Offenbach“, die das gesamte Offenbacher Stadtgebiet umfasst, in der Region Mainlinie im Bistum Mainz.

## Geschichte
Die Heilig-Kreuz-Kirche in Offenbach-Waldheim wurde von 1955 bis 1956 unter Pfarrer Karl Reiß nach Plänen des Offenbacher Architekten Helmut Bilek errichtet. Nachdem am 10. April 1955 (Ostermontag) der Grundstein für die Kirche gelegt wurde, konnte das neue Gotteshaus nach einjähriger Bauzeit am 10. Mai 1956 durch den Mainzer Bischof Albert Stohr geweiht werden. 1966 wurde der Innenraum der Kirche umgestaltet und den Richtlinien des Zweiten Vatikanischen Konzils angepasst. In einer Gruft unterhalb der Kirche wurde am 22. April 1985 Pfarrer Karl Reiß beigesetzt, der als erster Pfarrer von Heilig Kreuz den Bau des neuen Gotteshauses initiiert hatte.
Aufgrund eines Sanierungsrückstands in Höhe von über sechs Millionen Euro und rückläufiger Zahlen an Gläubigen plant die Pfarrei St. Franziskus, zu der Heilig Kreuz seit dem 1. Januar 2024 gehört, das Kirchengebäude in naher Zukunft zu profanieren und einer neuen Nutzung zuzuführen. Da der Zustand der Bausubstanz jedoch allgemein schlecht ist, das Kirchendach undicht ist und die Heizungsanlage veraltet ist, bleibt ungewiss, ob Investoren gefunden werden können, die am Erhalt des Gebäudebestandes interessiert sind.

## Baubeschreibung
Die Heilig-Kreuz-Kirche ist ein im Stil der Moderne errichteter Zentralbau, der im Offenbacher Stadtteil Waldheim nahe des Neuen Friedhofs und der Friedrich-Ebert-Schule gelegen ist. Das Kirchengebäude gliedert sich in einen auf quadratischem Grundriss errichteten Kirchensaal sowie einen südwestlich daran angrenzenden aufgeständerten Glockenturm. Die Fassade von Kirchensaal und Glockenturm wurde aus Stahlbeton errichtet und anschließend mit Kalksandsteinmauerwerk verblendet. Der Kirchensaal wird von einem Flachdach überfangen, auf das ein quadratisches baldachinartiges Oberlicht aufgesetzt ist, welches von vier stählernen, etwa 14 Meter hohen Säulen getragen wird.
Der Innenraum der Kirche wird vor allem durch das Oberlicht sowie ein großes Bleiglasfenster mit Pelikanmotiv im Südosten erhellt. Einen Großteil seiner Fläche nehmen drei Bankblöcke ein, die alle zum Altarraum im Nordwesten ausgerichtet sind, der erhöht liegt und halbkreisförmig ausläuft. Die Orgelempore befindet sich im Nordosten des Raumes, darunter ist eine kleine bebankte Seitenkapelle verortet.
Der äußerliche und innerliche Zustand der Kirche wurde seit ihrer Erbauung im Jahr 1956 nur geringfügig verändert. Das Gebäude steht heute „aus geschichtlichen und künstlerischen Gründen“ unter Denkmalschutz.

## Ausstattung
Das auffälligste Element im Innenraum der Kirche ist ein großflächiges farbiges Bleiglasfenster, das fast die gesamte südwestliche Wand des Kirchensaals einnimmt und in den Werkstätten von P. Huppert angefertigt wurde. Es zeigt einen Pelikan mit drei Jungvögeln und wird daher auch „Pelikanfenster“ genannt.
Das Chorkreuz, ein zwölf Meter hohes Holzkreuz mit bronzener Christusfigur, die bronzenen Eingangsportale sowie die bandeiserne Christusfigur an der Außenfassade der Kirche wurden von den Offenbacher Metallbildhauerbrüdern Karl-Heinz und Willy Klemisch gefertigt.
Vier engelförmige Neonröhrenleuchter an den Säulen im Kirchensaal und eine kreuzförmige Neonröhrenleuchte unterhalb des baldachinartigen Oberlichts, die alle aus der Bauzeit von Heilig Kreuz stammen, leuchten den Innenraum zur Gottesdienstfeier aus.
Der Kreuzweg von Heilig Kreuz wurde 1962 nachträglich ergänzt. Er wurde vom Mainzer Maler Alois Plum in Pastelltönen gestaltet und ist im Kirchensaal auf der südöstlichen Wand aufgetragen.
In einer Seitenkapelle befindet sich eine Schutzmantelmadonna, die Kriegsvertriebene darstellt und den Opfern von Flucht und Vertreibung gewidmet wurde. Viele Mitglieder der Pfarrei stammten selbst aus den ehemaligen deutschen Ostgebieten und waren erst nach dem Ende des Zweiten Weltkriegs in Offenbach sesshaft geworden.
Die heutige Orgel der Kirche wurde 1963 von der Orgelbaufirma Goebel in Opladen gebaut. Das Instrument verfügt über 28 Register, verteilt auf zwei Manuale und Pedal.
Das Geläut von Heilig Kreuz setzt sich aus vier Glocken zusammen, die von 1955 bis 1958 in der Karlsruher Glockengießerei gegossen wurden. Es weist die Disposition fis′ – gis′ – h′ – cis′ auf.